# كورنيليا جروشل
كورنيليا جروشل (بالألمانية: Cornelia Gröschel)‏ هي ممثلة ألمانية، وُلدت في الأول من ديسمبر لعام 1987 في مدينة درسدن الألمانية.

## حياتها
نشأت جروشل مع أخواتها الثالثة في درسدن في بيئة فنية، حيث كان أباها مغني ومدرب غناء وأمها معلمة باليه. عندما بلغت الرابعة بدأت تعلم الباليه الكلاسيكي والرقص الحديث ثم ركوب الخيل في سن العاشرة. تقدمت جروشل في طفولتها لتلعب دورًا في المسلسل التلفزيوني (في كل صداقة In aller Freundschaft ) ومثلت في المسلسل من الحلقة الثانية وحتى الحلقة السادسة عشر دور شخصية فرانتسي موريس في عام 1998، أما في عام 2001 لعبت الدور الرئيس في فيلم (هايدي Heidi) من إخراج المخرج السويسري ماركوس إمبودين. درست جروشل التمثيل من عام 2007 وعام 2011 في جامعة «فليكس مندلسون بارتهولدي» للموسيقى والمسرح في لايبزيش، وجاء ذلك بعد إقامتها في جنوب أفريقيا لمدة عشرة أشهر وإتمامها للثانوية الألمانية في مدرسة سانت بينو في درسدن، و خلال دراستها كانت تساهم في صالة المسرح الجديد، حيث في عام 2010 لعبت دور يوليا في مسرحية يوليا وروميو والتي عُرضت على مسرح هيكسنكاسل في حديقة مونبيو في برلين،و كانت جورشل ضمن الفرقة الغنائية لمسرح بادن في كارلسروه خلال فترة العرض لعام 2011/12 و عام 2012/13، و قد حلت جروشل ضيفة بالفرقة حتى عام 2018 و لعبت الدور الرئيس في مسرحية (أنجس Agnes) 175 مرة. رُشحت جروشل في عام 2012 لجائزة الممثلة الصاعدة للعام عن دور الأم الذي لعبته في فيلم (مازال عاصفًا Immer noch Sturm). و قد لعبت أدوار رئيسة في مسلسلات عدة مثل مسلسل (نداء الشرطة 110 Polizeiruf 110) في حلقة بيضاء الثلج في عام 2006، أما في عام 2012 كانت لها بطولة الفيلم الخيالي (الجميلة والوحش Die Schöne und das Biest ) والذي كان من إنتاج القناة الألمانية الثانية (تست ديه اف)، ثم في عام 2013 في الست كوم (ليرشنبرج Lerchenberg)، و في عام 2015 مثلت مسلسل (سمك كبير -سمك صغير Große Fische – kleine Fische)، في عام 2017 لعبت جروشل دور إحدى الأختين اللاتي انتقلتا إلى بالاتون في المانيا الشرقية لقضاء عطلة في المسلسل القصير (سيدات العسل Honigfrauen ). و قد أنتجت القناة الألمانية الثانية (تست ديه اف) جميع المسلسلات السابقة.
انضمت جروشل في عام 2018 إلى مسلسل تاتورت في فريق محققي درسدن؛ لتلعب شخصية المحققة الجديدة ليوني فينكلر كخليفة للممثلة ألفارا هوفلس.، و من أجل هذا الدور تدربت جورشل من تلقاء نفسها مع شرطة محطة قطار درسدن. و قد بدأت أعمال التصوير في أكتوبر عام 2018.
تقطن جورشل مع زوجها في مدينة كارلسروه.

## أعمالها
| السنة          | العمل                                                                         | ملاحظات |
| -------------- | ----------------------------------------------------------------------------- | --- |
| 1998           | قصص وطن- الملاك المنقذ (Heimatgeschichten – Ein rettender Engel)              | مسلسل تلفزيوني |

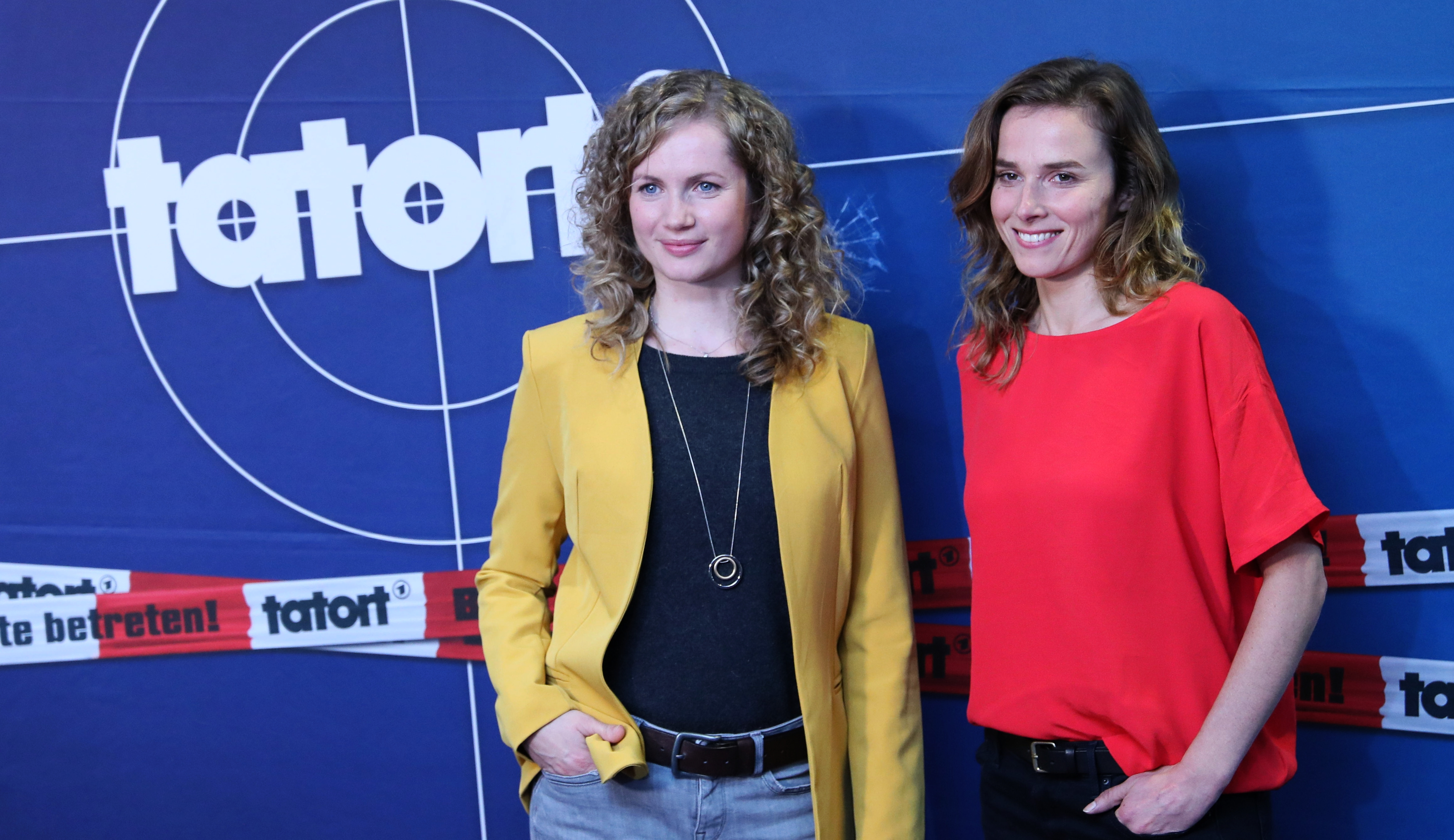
جورشل (يسارًا) و كارين (يمينًا) أثناء المؤتمر الصحفي لمسلسل تاتورت درسدن

| 1998-2013      | في كل صداقة ( In aller Freundschaft)                                          | مسلسل تلفزيوني، ظهرت في حلقات: - 1998: أطفال جلابون للمشكلات Sorgenkinder - 1998: مشكلة عسيرة Gewichtige Probleme - 1998: ألم الفراق Abschiedsschmerz - 1998: رعاية الأطفال Kindersorgen - 1999: علاقة مكبلة بالمشاكل Beziehungskisten - 1999: المتنافس Rivalen - 1999: أمانِ الأطفال Kinderwünsche - 1999: حب في خطر Liebe in Gefahr - 1999: فراشات القلب Schmetterlinge im Bauch - 2005: القلب الممزق Zerrissenes Herz - 2013:حتى اللحظة الأخيرة Bis zur letzten Sekunde |
| 1999           | فندق أورت (Schlosshotel Orth )                                                | مسلسل تلفزيوني |
| 2000           | تارة إلى الأمام وإلى الوراء ( Einmal Himmel und retour)                       | فيلم تلفزيوني |
| 2001           | عيادة أسفل النخيل ( Klinik unter Palmen )                                     | مسلسل تلفزيوني، ظهرت في حلقات - القلب المجروح (Gebrochene Herzen) - دموع وتيكيلا (Tränen und Tequila) - ساعات القرار (Stunden der Entscheidung) |
| 2001           | هايدي (Heidi )                                                                | فيلم |
| 2002           | ليلي أسفل الزيزفون (Lilly unter den Linden)                                   | فيلم تلفزيوني |
| 2003           | النجدة، إنني مليونير (Hilfe, ich bin Millionär)                               | فيلم تلفزيوني |
| 2003           | خسار للأبد( Für immer verloren)                                               | فيلم تلفزيوني |
| 2004           | تجربة معسكر القارب (Experiment Bootcamp)                                      | فيلم تلفزيوني |
| 2006           | الفصل الأربعون (Abschnitt 40 )                                                | مسلسل تلفزيوني |
| 2006–2014      | نداء الشرطة 110 (Polizeiruf 110 )                                             | مسلسل تلفزيوني، ظهرت في حلقات: - 2006: بيضاء الثلج Schneewittchen - 2013: الابن المفقود Der verlorene Sohn - 2014: إلى الأسفل Abwärts |
| 2006           | الاعصار- غضب السماء ( Tornado – Der Zorn des Himmels)                         | فيلم تلفزيوني |
| 2007           | كيف أغوي زوجي؟ (Wie verführ’ ich meinen Ehemann)                              | فيلم تلفزيوني |
| 2009           | عزيزي، أيقظ الدجاجات (Liebling, weck die Hühner auf)                          | فيلم تلفزيوني |
| 2010           | سوكو لايبزش (SOKO Leipzig)                                                    | حلقة شؤون عائلية (Familiensache ) |
| 2012           | الجميلة والوحش ( Die Schöne und das Biest )                                   | فيلم تلفزيوني |
| 2013           | الجميلة والوحش (Beauty and the Beast)                                         | فيلم تلفزيوني |
| 2013–2015      | ليرشنبرج (Lerchenberg )                                                       | مسلسل تلفزيوني، ظهرت في حلقات: - 2013: قضية لإثنين Ein Fall für Zwei - 2013: أنت ما تأكل Du bist, was du isst - 2013: ساشا من على كثب Sascha hautnah - 2013: المعجزة Das Wunder - 2015:اثنان أفضل للعلب Mit dem Zweiten spielt man besser - 2015: مدرب كلاب هتلر Hitlers Hundeführer - 2015: عيادة الموتى الأحياء Die Zombieklinik - 2015: فليحيا التلفاز! Viva La Television!                                                                                            |
| 2014           | سوكو فيسمر (SOKO Wismar)                                                      | مسلسل تلفزيوني |
| 2014           | حيوانات حتى السقف الأسفل (Tiere bis unters Dach)                              | مسلسل تلفزيوني |
| 2014           | ناجون من الطلاق (Überleben an der Scheidungsfront)                            | فيلم تلفزيوني |
| 2014           | كن حبيبي (Be my Baby)                                                         | فيلم تلفزيوني |
| 2015           | نيلي في برلين (Nele in Berlin)                                                | فيلم |
| 2015           | دنجلار- اللجوء الأخير (Dengler – Die letzte Flucht)                           | مسلسل |
| 2015           | واحدة كهذه (Eine wie diese)                                                   | مسلسل تلفزيوني |
| 2015           | أسماك كبيرة، أسماك صغيرة (Große Fische, kleine Fische)                        | مسلسل تلفزيوني |
| 2015           | كوكب أوتاكرنج (Planet Ottakring )                                             | فيلم |
| 2015           | الدولة ضد فريتس باور ( Der Staat gegen Fritz Bauer)                           | فيلم |
| 2015           | سيلفيا س. (Silvia S.)                                                         | فيلم تلفزيوني |
| 2016           | تشخيص بيتي (Bettys Diagnose )                                                 | مسلسل تلفزيوني |
| 2017           | الرئيسة (Die Chefin)                                                          | مسلسل تلفزيوني، ظهرت في حلقتين: - حجز الرهائن (Geiselnahme) - الحكم الإلهي (Gottesurteil) |
| 2017           | أميرة الليل (Königin der Nacht)                                               | مسلسل تلفزيوني |
| 2017           | سيدات العسل (Honigfrauen )                                                    | مسلسل قصير، ظهرت في حلقات: - عطلة في الجنة (Urlaub im Paradies) - خيانة في الجنة (Verrat im Paradies) - زفاف في الجنة (Hochzeit im Paradies) |
| 2017           | أخر آثر برلين ( Letzte Spur Berlin)                                           | مسلسل تلفزيوني |
| 2017           | مرحبًا بك في عائلة هونيكرس (Willkommen bei den Honeckers)                      | فيلم تلفزيوني |
| 2018           | المتخصصون (Die Spezialisten )                                                 | مسلسل تلفزيوني |
| 2018           | دونا ليون (Donna Leon)                                                        | مسلسل تلفزيوني |
| 2018           | لينا لورانتس (Lena Lorenz )                                                   | فيلم |
| 2018- حتى الآن | أسود وأسود (Schwartz & Schwartz )                                             | سلسلة أفلام جريمة: - جريمتي الأولى (Mein erster Mord) - الموت في المنزل (Der Tod im Haus) |
| 2018           | فيلسبرج- الريع القاتل ( Wilsberg – Mörderische Rendite)                       | سلسلة أفلام جريمة |
| 2018           | أنا برودا- سيدة المعجزة الاقتصادية ( Aenne Burda – Die Wirtschaftswunderfrau) | فيلم تلفزيوني |
| 2018           | الوظيفة الغير مرغوبة (The Undesired Job)                                      | فيلم قصير |
| 2019           | تاتورت (Tatort )                                                              | مسلسل جريمة |

## وصلات خارجية
- كورنيليا جروشل على موقع IMDb (الإنجليزية)
- كورنيليا جروشل على موقع مونزينجر (الألمانية)
- كورنيليا جروشل على موقع ألو سيني (الفرنسية)
- كورنيليا جروشل على موقع قاعدة بيانات الفيلم (الإنجليزية)
- كورنيليا جروشل على موقع كينوبويسك (الروسية)
- الموقع الرسمي لكورنيليا جروشل
- صفحة كورنيليا جروشل على موقع قاعدة بيانات الأفلام (باللغة الإنجليزية)
- صفحة كورنيليا جروشل على موقع filmportal.de (باللغة الألمانية)
- صفحة كورنيليا جروشل على موقعahoi agency